# Naissance du syndicalisme en Europe
 (décembre 2013).
Si vous disposez d'ouvrages ou d'articles de référence ou si vous connaissez des sites web de qualité traitant du thème abordé ici, merci de compléter l'article en donnant les références utiles à sa vérifiabilité et en les liant à la section « Notes et références ».
Le syndicalisme sous sa forme moderne est né en Europe dans les années 1880, résultant de la révolution industrielle, de ses changements démographiques, politiques et surtout idéologiques[réf. nécessaire]. Mais le phénomène syndical européen n'a pas abouti à un syndicalisme européen unifié. Il a suivi différentes directions et les pensées syndicales britannique, allemande ou française élaborée dans les années 1880 – réformiste, révolutionnaire, politisée – se sont prolongées au XXe siècle.

## La naissance du syndicalisme européen

### Contexte

#### Concentration industrielle et démographique
La fin du XIXe siècle voit l'essor d'une vaste classe industrielle. Ainsi dans les années 1880, 50 % de la population active travaillent dans le secteur secondaire au Royaume-Uni, 40 % en Allemagne et 27 % en France[réf. nécessaire]. De grandes régions industrielles se développent essentiellement autour des bassins miniers : le centre de la France, une vaste bande comprenant le Nord, l'Alsace-Lorraine, la Sarre, la Ruhr, la Saxe et la Silésie, une grosse partie du Royaume-Uni des Midlands aux Lowlands.
Entre 1875 et 1895, la concentration des entreprises progresse de façon considérable, par la formation d'entreprises « géantes » pour l'époque et la conclusion d'ententes entre ces entreprises. En 1876, la moitié de la production industrielle de la Ruhr, par exemple, vient des trois firmes Haniel, Thyssen et Krupp[réf. nécessaire]. En France, l'exemple le plus frappant reste l'usine-monstre du Creusot qui regroupe dans les années 1870 plus de 10 000 ouvriers sur près de 130 hectares d'usines et 80 km2 de concessions minières[réf. nécessaire]. Autre exemple, la Badische Anilin und Soda Fabrik (BASF) emploie 7 000 ouvriers en 1870 et 77 000 en 1882[réf. nécessaire]. Ce sont de véritables villes-usines qui existent dans les années 1880 essentiellement dans les secteurs miniers, sidérurgiques et chimiques. Cette concentration industrielle autour de grandes entreprises ou de régions fortement industrialisées a un fort impact sur les mutations démographiques.
On assiste durant le XIXe siècle à une forte croissance de la population totale : 85 % par demi-siècle pour le Royaume-Uni, 50 % pour l'Allemagne et 20 % pour la France[réf. nécessaire].
Cette croissance s'accompagne d'une forte urbanisation liée directement à l'activité industrielle : en 1880, 26 % de la population au Royaume-Uni habitent dans des villes de plus de 100 000 habitants, 8 % en Allemagne et 10 % en France (4 % en 1850)[réf. nécessaire]. Le phénomène se nourrit essentiellement par l'immigration rurale. Par exemple en France, entre 1872 et 1891, 87 % de l'augmentation des villes vient de l'immigration. Même s'il existe de profondes différences entre les pays d'Europe occidentale, cette concentration joue un rôle essentiel dans l'essor du syndicalisme, car c'est principalement parmi les ouvriers urbains que celui-ci recrute. Les grandes villes ouvrières deviennent-elles des capitales syndicales : Manchester, Lille, Essen, Barcelone, Milan, etc.
La proximité des ouvriers tant sur leur lieu de travail que dans les nouvelles cités ou régions industrielles, alliée à la rupture sociale que vivent certaines populations déracinées de leurs anciennes communautés (familiales, ethniques, rurales) et qui ont émigré, les amènent à acquérir rapidement une nouvelle identité de masse : celle de la classe ouvrière, du prolétariat[réf. nécessaire]. À la main-d'œuvre des vieux métiers à forte qualification s'ajoute désormais celle des nouvelles industries qui se contente en général d'une formation sommaire qui, en cas de chômage, rend son réemploi difficile. Elle n'a d'autre force que la masse qu'elle représente.

#### La condition ouvrière
Même si les progrès économiques profitent à la société dans son ensemble, la condition de vie de la classe ouvrière n'est guère enviable et c'est là une des premières revendications des syndicats : avant de « changer la société », les ouvriers veulent tout simplement « vivre mieux ».
Si la valeur du salaire nominal est en progrès, par-delà les inégalités de toutes sortes, le pouvoir d'achat est très variable. Dans l'ensemble, on peut parler de stagnation[réf. nécessaire], d'autant plus qu'aux fluctuations salariales, il faut juxtaposer celles de l'emploi, car le chômage total ou partiel est fréquent[réf. nécessaire]. Au congrès ouvrier de Marseille de 1879, est présenté un budget ouvrier. En ne comptant ni les vêtements, ni la maladie, ni l'achat d'un journal ou le paiement d'une cotisation, on arrive à un total de dépenses de 19,74 francs français. Or l'ouvrier en question ne gagne par semaine que 17,50 francs. Sa famille doit donc apporter le complément nécessaire (puisque les femmes sont sous-payées par rapport au même travail que celui fourni par un homme il est répandu à l'époque d'envoyer travailler ses enfants eux-mêmes sous payés[réf. nécessaire]).
Sur 20 000 ouvriers dans le Nord de la France, les 4/5e ne gagnent pas 14 francs et plus de 4 000 familles ne possèdent d'autres ressources que le travail du père[réf. nécessaire]. William Booth, le fondateur de l'Armée du salut montra en 1888 qu'un tiers de la population de Londres vivait « dans la misère »[réf. nécessaire]. En se basant sur le revenu, E.S. Hobsbawn estime à 87 % la population des pauvres et très pauvres - ouvriers et paysans - dans le Royaume-Uni victorien[réf. nécessaire].
Les ouvriers d'Europe occidentale souffrent aussi de dures conditions d'existence : quasiment aucune protection sociale contre la maladie et la vieillesse jusqu'en 1880, répression des grèves et mécontentements, lois limitant la durée du travail rarement respectées (11 heures d'après la loi de 1848 en France)[réf. nécessaire], règlement intérieur excessif. Les ouvriers sont également les premiers à souffrir en période de crise. 1873-1896 correspond à la phase B du cycle Kondratieff avec la « Grande Dépression »[réf. nécessaire]. C'est donc une période encore plus dure pour les classes laborieuses européennes. L'ouvrier est aussi traité comme un paria : jusqu'à 1890, tous les ouvriers français doivent posséder un livret ouvrier qu'ils soumettent au contrôle des autorités lors de leurs déplacements.
En 1892, Henri Schneider, patron du Creusot, déclare (d'après Jules Huret, Enquête sur la question sociale en Europe, 1897) :
« c'est comme la réglementation du travail des femmes, des enfants, on met des entraves inutiles, trop étroites, nuisibles surtout aux intéressés qu'on veut défendre »
« pour moi la vérité, c'est qu'un ouvrier bien portant peut très bien faire ses dix heures par jour et qu'on doit le laisser libre de travailler davantage si ça lui fait plaisir ! »
L'entassement dans des quartiers à forte densité, l'alcoolisme, la violence, la dislocation des familles, le travail des enfants, une certaine résignation et l'opposition aux classes dominantes et peuvent expliquer l'esprit des ouvriers européens d'alors[réf. nécessaire].

#### Évolution des politiques gouvernementales européennes
Même si le XIXe siècle semble marqué par le sceau de la misère et du labeur, les historiens notent également l'évolution des pouvoirs occidentaux. Devenus plus démocratiques et plus soucieux du respect de la population que ne l'étaient leurs prédécesseurs monarchiques, ils commencent à faire écho aux revendications des ouvriers.
En France, en 1868, Napoléon III s'était efforcé de développer crèches, orphelinats, caisses d'assurance. En 1864, le droit de grève est accordé en France, en 1874, l'inspection du travail est créée et en 1884 la loi Waldeck-Rousseau règle la question de la liberté syndicale.
En Allemagne, Bismarck crée des caisses de secours (1875) et d'assurance-maladie (1883).
Au Royaume-Uni, le droit de grève est accordé depuis 1824 et avec le ministère Disraeli (1874-1880) les ouvriers bénéficient d'avantages importants : droit de grève total, patron et ouvrier égaux devant la loi, limitation du temps de travail, etc.
Mais il ne faut pas voir dans ces progrès de la législation sociale, l'avènement de gouvernements réformateurs mais plutôt le début d'une prise en compte du problème ouvrier et les milieux ouvriers l'ont compris, conscients que ce nouveau contexte leur permettra de revendiquer davantage[réf. nécessaire]. L'État commence en effet à donner un cadre légal à l'organisation économique libérale.
Il convient de remarquer que le Royaume-Uni présente un net décalage dans les différentes tendances mentionnées plus haut : sa Révolution Industrielle s'est faite dès la fin du XVIIIe siècle, son explosion démographique a plutôt eu lieu dans la première moitié du XIXe siècle, la liberté syndicale date de 1824. Toutefois, l'internationalisme qui caractérise le phénomène ouvrier des années 1980 amène le syndicalisme britannique à faire peau neuve également dans cette période et en quelque sorte celui-ci est en phase temporellement avec le reste de l'Europe occidentale, ce qui ne l'empêche pas de se différencier par ailleurs.

#### Courants idéologiques et évolution des mentalités
L'un des facteurs, peut-être le plus fondamental qui a déterminé le mouvement syndical qui s'est développé dans cette seconde moitié du XIXe siècle réside dans l'évolution des mentalités et surtout dans la mise en place et la diffusion de courants de pensée qui valorisent le monde ouvrier tels le socialisme ou l'anarchisme mais également d'un ensemble de notions de contestation sociale.
De nombreuses démarches militantes voient le jour dès 1850. Depuis les œuvres de Zola – L'Assommoir en 1876 qui peint la misère ouvrière parisienne et Germinal en 1885 qui dénonce les conditions de vie affreuses des mineurs – jusqu'aux discours d'Hugo contre le travail des enfants en 1875 en passant par la sympathie plus ou moins affirmée de l'opinion pour la cause ouvrière, des voix s'élèvent qui montrent bien la prise de conscience générale de la question ouvrière. Mais ce qui a forgé le plus la détermination syndicale naissante, ce sont les courants de pensées politiques nés de l'opposition entre les masses laborieuses et les milieux capitalistiques : socialisme, marxisme, anarchisme. Il serait trop ambitieux de vouloir développer ici toute l'histoire et les thèses      de ces mouvances mais il convient toutefois d'en rappeler brièvement quelques éléments déterminants qui pourront nous aider à comprendre plus tard le syndicalisme en lui-même.
Dès la première moitié du XIXe siècle, des groupes socialistes s'élèvent contre l'injustice de la société capitalistique et l'absurdité des crises économiques qu'on pourrait éviter. Ils proposent une organisation de la société plus juste et plus rationnelle à leurs yeux. Karl Marx (1818-1883) et Friedrich Engels (1820-1895) donnent un nouvel élan à la critique socialiste. Pour Karl Marx, toutes les sociétés étant dominées par la « lutte des classes », le système capitalistique doit déboucher inéluctablement sur la révolution qui donnera le pouvoir au prolétariat. Pour hâter la victoire, les travailleurs doivent d'après lui se grouper en parti de classe, tous pays confondus. La nouvelle société qui en résultera sera basée sur le communisme où les classes n'existeront plus et aucune catégorie ne sera exploitée puisque les bénéfices du travail profiteront à tous. Telle est la vision globale du marxisme qui se présente comme la prise de conscience théorique par excellence des tâches historiques qui incombent au prolétariat.
Le socialisme trouvera à s'exprimer dans de nombreux pays par l'intermédiaire des relais que sont les partis nationaux comme le Parti Ouvrier Français fondé en 1879, le parti ouvrier social-démocrate allemand créé en 1869 ou la Fabian Society, organisation spécifiquement britannique qui prônera un socialisme modéré non marxiste à partir de 1884. Mais dans l'ensemble, les partis socialistes resteront très influencés par le marxisme après 1880.
L'anarchisme de son côté s'est principalement développé après 1850 en Russie, en France, en Italie et en Espagne. Son rôle a été prépondérant dans les milieux intellectuels et syndicalistes. Tirant essentiellement ses idées de Proudhon, Bakounine et Kropotkine, l'anarchisme refuse le capitalisme mais aussi la dictature du prolétariat. C'est un rejet global de tout ce qui limite la liberté de l'individu. Son idéal, et c'est ce en quoi il rejoint certaines conceptions syndicalistes, réside dans une société formée d'une fédération de petits groupes autonomes, solidaires au sein desquels les richesses sont réparties en fonction des besoins de chacun. C'est en quelque sorte le pendant du mouvement coopératif et mutualiste qui marqua les syndicalismes à leurs débuts.
Tous ces courants de pensée se confrontèrent au sein des Internationales dont il convient ici de parler. La première Internationale (Association internationale des travailleurs) fut fondée à Londres en 1864 à l'initiative des travailleurs français et britanniques et de Karl Marx. Son lien avec le syndicalisme européen et le mouvement ouvrier dans son ensemble fut immense mais aussi ambigu car c'est une organisation déchirée qui meurt en 1876, divisée entre Marx, Proudhon et Bakounine. La seconde Internationale, fondée à Paris en 1889 par un congrès composé de représentants socialistes de 23 pays, compta sur la lutte des classes pour établir la dictature du prolétariat et collectiviser les moyens de production et d'échanges. L'influence de ces Internationales fut énorme : elles constituaient le cœur même de la réflexion et de l'action ouvrière et cimentaient les destins de l'ensemble de la classe laborieuse européenne, consciente désormais de son unité et de l'œuvre à accomplir. Tous ces courants de pensée donnèrent enfin à la classe ouvrière une base théorique et un idéal militant, facteur qui contribua grandement à l'essor du syndicalisme européen dans les années 1880.

### L'action ouvrière et syndicale
Toutes ces circonstances ainsi que l'évolution du contexte légal permettent au syndicalisme, dans cette deuxième moitié du XIXe siècle, de se développer et de devenir une force dont il faut désormais tenir compte. Ainsi, alors que le Royaume-Uni compte 500 000 syndiqués en 75, ils sont au nombre de 1,6 million en 92; 350 000 en 90 en Allemagne; la France voit de son côté le nombre de syndicats passer de 500 en 81 à 2 300 en 95. Sans pour autant parler d'explosion, il s'agit bien là d'un essor sans précédent. Les années 1880 marque une sorte de naissance. Mais au-delà de l'ampleur numérique du phénomène syndical européen, le continent connaît dans cette période un essor frappant de l'action ouvrière qui se diversifie, s'organise et s'accroît.

#### Entraide et promotion
Sous un premier aspect, le syndicalisme se présente comme une communauté créée par les ouvriers le plus souvent dans les villes, pour répondre notamment à des besoins psycho-sociologiques de solidarité (atmosphère fraternelle, entraide, etc.) rendus d'autant plus fort que l'anonymat des villes et des usines est plus vivement ressenti (paysans déracinés, immigrants, etc.). On retrouve ici l'aspect communautaire (Gemeinschaft en allemand) que soulignait Tönnies à la fin du siècle dernier. Les syndicats fournissent à leurs adhérents logement, secours mutuels. Ils sont un moyen de promotion collective de la classe ouvrière et informent les militants sur les lois, les conditions de travail, les moyens de lutte ouvrière.
Les congrès ouvriers organisés par les syndicats se multiplient en Europe occidentale et peuvent rassembler plusieurs dizaines de milliers de personnes. Par exemple en France : en 1881, à Paris, Clément, Rouzade, Guesde et Chabert tiennent un meeting sur le thème : « de l'action économique et politique du prolétariat »[réf. nécessaire]. En 1883, à La Ferté-sous-Jouarre, c'est Chabert qui s'explique sur « la grève, son but, ses conséquences »[réf. nécessaire]. Ces congrès et meetings prennent aussi une dimension internationale et les congrès syndicaux internationaux comme celui de Londres en 1888 permettent une promotion supra-nationale de la classe ouvrière et la diffusion des doctrines et propositions. La presse syndicale et socialiste diffuse toutes ces informations et assure la propagande. On voit aussi dans ces années s'ouvrir des « universités ouvrières » (alphabétisation, cours de formation ou de perfectionnement).
Les syndicats se dotent aussi d'une dimension mutualiste. En Allemagne, dans les années 1870, les Hirsch Duncker créent des caisses de maladie et d'invalidité et on voit même la naissance d'une union générale d'assistance des ouvriers allemands[réf. nécessaire]. En France, le mutualisme marque grandement le premier congrès national ouvrier à Paris en 1876[réf. nécessaire]. Cette caractéristique « communautaire » est un peu moins vraie au Royaume-Uni où les syndicats se définissent plutôt comme des « associations permanentes de salariés qui se proposent de définir ou d'améliorer leur contrat de travail »[réf. nécessaire].

#### Moyens d'action contre le patronat
Très vite, les syndicats, au-delà de l'aspect communautaire hérité des anciennes fédérations de métiers deviennent des lieux de revendications et des catalyseurs de l'action ouvrière. L'Europe de l'Ouest dans ces années-là est le théâtre du mouvement ouvrier très militant. Conscients de leur importance, les syndicats s'engagent dans l'action contre le patronat. Négociations dures, boycottage se heurtent cependant très vite à de nombreux obstacles sauf peut-être au Royaume-Uni où le dialogue semble bien plus aisé notamment grâce au caractère peu idéologique de son syndicalisme et donc à sa souplesse politique.
Rapidement, la grève et les autres manifestations deviennent des vecteurs d'expression courants de la classe ouvrière. Certes, la grève existait auparavant mais jamais elle n'a pris une telle ampleur.
Ainsi, le Royaume-Uni connaît en 1889 et 1890 plus de mille grèves annuelles dont notamment celle des 40 000 dockers de Londres en 1889 qui paralysa la capitale et frappa sévèrement l'opinion européenne[réf. nécessaire].
La France de son côté, qui dans la décennie 1870 n'avait connu que 841 grèves, en affronte dans les années 1880 plus de 1 800[réf. nécessaire]. Ces grèves sont aussi plus longues et plus massives : 14 jours de durée et 400 à 500 grévistes en moyenne dans la décennie 80 contre 9 jours et 200 grévistes dans la décennie précédente[réf. nécessaire]. Ce sont des grèves comme celles des mines d'Anzin en 1884 qui regroupent 40 000 grévistes pendant 46 jours ou celle des mines de Decazeville en 1886 où le sous directeur est tué. Sans doute faut-il y voir la conséquence d'une meilleure organisation[réf. nécessaire]. À partir de 1880, plus de 50 % des grèves sont organisées[réf. nécessaire], c'est-à-dire non spontanées, et les syndicats y jouent un rôle grandissant. En France, par exemple, à partir de 1887, les syndicats se manifestent dans 30 à 40 % des conflits contre 10 à 15 % entre 1871 et 1877[réf. nécessaire], et quand bien même ils ne les organisent pas, ils en sont très souvent à l'origine[réf. nécessaire].
L'Allemagne connaît elle aussi des grèves comme celle des mineurs en 1889 qui provoqua l'intervention de l'empereur Guillaume II et s'acheva sur un compromis[réf. nécessaire], et, même si les années 1890 accordent plus de place à la négociation directe et aux conventions collectives, les grèves demeurent de plus en plus nombreuses : 73 en 1892, 204 en 95 et 852 en 1900[réf. nécessaire].
Le principe de la grève générale est adopté par nombre de syndicats durant la décennie 1880 en Europe occidentale sous l'impulsion des congrès internationaux ouvriers[réf. nécessaire] : des villes entières sont parfois immobilisées, des branches complètes de l'industrie, des régions. Les manifestations se multiplient également notamment celle du 1er mai décidée en 1889 par la IIe Internationale. 
Les revendications sont généralement liées aux salaires, à la durée du travail, aux indemnités pour les victimes d'accidents du travail ou même au chômage. Mais la grève est aussi un instrument de conquête pour les mouvements marxiste ou anarchiste[réf. nécessaire]. Le 1er mai 91, à Carmaux, un appel est lancé :
« (...) debout Travailleurs ! à partir de ce moment ne comptons que sur nous-mêmes pour la conquête de nos revendications [réf. nécessaire]»,
le reste s'articulant autour de la thématique de l'exploitation par les classes bourgeoises. Le 1er mai 1890 est l'occasion pour les anarchistes de rappeler dans un tract que « de la Grève Générale sortira la Révolution qui ne laissera sur terre que des hommes égaux et libres[réf. nécessaire]. »

#### La réponse patronale et gouvernementale
Les ouvriers qui n'acceptent pas les conditions de travail s'organisent et s'opposent aux patrons. Leurs armes : la grève et la création de syndicats. Des personnes, souvent des bourgeois, proposent de transformer la société : ce sont les premiers «socialistes».
D'importantes grèves ouvrières marquent le XIXe siècle. Les ouvriers disposent d'un moyen pour s'opposer aux exigences des patrons, sans attendre le vote de lois toujours longues à venir: ils arrêtent de travailler, ils font grève. Jusqu'en 1864, la grève est interdite: non seulement les grévistes perdent leur salaire, mais en plus, ils risquent d'être arrêtés, jugés et emprisonnés. En 1864, Napoléon III accorde le droit de grève.
La première grande grève du XIXe siècle, est celle des canuts, à Lyon, en novembre 1831. Les canuts sont des ouvriers qui travaillent la soie à domicile, pour des patrons, les soyeux. La grève éclate pour une question de salaire horaire. Les patrons ayant tiré sur la foule et fait huit morts, les grévistes s'arment à leur tour; ils occupent la ville. L'armée vient à bout de leur insurrection. L'histoire sociale du XIXe siècle est marquée par des grèves, dont certaines très importantes : celle des mineurs d'Anzin en 1884, des verriers de Carmaux en 1895, des ouvriers de la chaussure de Fougères en 1907.
Si, dans les trois pays étudiés, les syndicats ont été reconnus par l'État, ce dernier n'est pas devenu pour autant favorables aux syndicats. Patrons et gouvernements craignent à court terme des conséquences économiques : destruction de l'outil de production, arrêts de travail, baisse de cadence, immobilisation d'industrie entière... - on se rappellera à cet effet le blocus de Londres par les dockers en 1889 - et surtout à long terme, et plus particulièrement en France, la progression du marxisme.
Les patrons mettent souvent à l'index les ouvriers syndiqués : « dans l'arrondissement de Valenciennes, des métallurgistes fermèrent leurs ateliers pendant plusieurs jours, puis les rouvrirent en disant aux ouvriers qu'on les recevrait s'ils remettaient leurs livrets de syndiqués. Un industriel ayant ainsi recueilli ces livrets les fit brûler en un tas dans la cour de l'usine ».
Ainsi lors des grèves, le patronat fait-il souvent appel à des non-grévistes venus souvent d'autre ville mais il peut aussi intimider les grévistes de manière plus ou moins brutale. Par exemple, en France, en mai 1881, la direction de l'usine Hotchkiss de Saint-Denis, après avoir tenté de briser le mouvement en employant un personnel extérieur, placarde sur tous les murs de l'établissement l'avis suivant :
« Messieurs les ouvriers sont informés que ceux d'entre eux qui ne seraient pas disposés à reprendre leur travail le lundi 28 courant seront considérés comme ne faisant plus partie de l'établissement. » [réf. nécessaire]
De même, un ouvrier du Creusot interviewé en 1892, ajoutera en parlant des grèves :
« Dans le temps, il y a eu des réunions socialistes ici. Tous les ouvriers qui y sont allés ont été balayés. Tous ! Pas ensemble, mais un par un, pour une raison ou pour une autre. À présent, on se méfie »[réf. nécessaire].
Car s'il existe désormais un cadre légal au syndicalisme, le licenciement demeure toujours libres. Le mouvement ouvrier souffrent des mêmes intimidations au Royaume-Uni et en Allemagne (de 1878 à 1881, de très nombreux syndicats seront dissous). Mais ce sont surtout les interventions armées qui montrent bien jusqu'à quel point l'opposition peut se manifester. Les descriptions de Zola dans Germinal sont assez explicites quant à la violence des interventions qui ponctuent régulièrement les agitations sociales. Lors des grèves de Decazeville, le ministre de la Guerre d'alors, le général Boulanger, accroît sa popularité en refusant de faire intervenir la troupe. Et les syndicats français n'oublieront pas les 9 morts du 1er mai 1891 à Fourmies (Nord).

## Les différentes voies du syndicalisme européen
Avant d'aborder plus précisément chacun des trois pays les plus industrialisés, Allemagne, Royaume-Uni et France, il est intéressant de dresser un tableau des différentes voies du syndicalisme et surtout d'en mettre en relief les facteurs déterminants ou les différents types.

### Typologie syndicale
Les mots même utilisés pour désigner les organisations insistent sur tel ou tel aspect de la réalité syndicale :
– trade-union au Royaume-Uni c'est-à-dire union de métier tout simplement ;
– syndicat en France c'est-à-dire groupement ayant un représentant - le syndic - (le mot syndicat désigne un groupement d'ouvriers à partir de 1839) ;
– Gewerkschaft en Allemagne c'est-à-dire membre d'une profession et, à partir de 1868, organisation d'ouvriers industriels.
Derrière ces dénominations foisonnent une multitude de courants politiques : révolutionnaire, réformiste, socialiste, fabien, communautaire, sociétaire. trois principales lignes de partage peuvent être distinguées :
– distinction communautaire-sociétaire ;
– l'analyse de l'opposition au syndicalisme (adversaires et intensité) ;
– et le rapport au politique.
L'aspect communautaire se distingue de l'aspect sociétaire qui décrit des syndicats constitués en vue de fins précises telles que l'amélioration des conditions contractuelles de l'emploi. On passe ainsi du registre des sentiments à celui des intérêts. La forme de syndicalisme dans laquelle l'aspect sociétaire prédomine est celui qui recrute principalement parmi les ouvriers d'origine urbaine qui, contrairement aux prolétaires « déracinés », n'ont pas à rétablir de lien affectif[réf. nécessaire].
Mais tous les syndicalismes sont dans l'ensemble marqués par une évolution au cours de leur histoire.
- Historiquement, les premiers syndicats ont été formés par des minorités d'ouvriers qualifiés et ont pris presque aussitôt un aspect sociétaire[réf. nécessaire].
- Après une période de premiers combats, s'ensuit une seconde phase du mouvement ouvrier qui a trait à la reconnaissance effective de droit de se syndiquer par le patronat. Ici deux situations sont possibles : ou bien il s'agira d'un syndicalisme sociétaire de minorités d'ouvriers qualifiés luttant pour leur propre compte, ou bien il y aura aussi un syndicalisme de type communautaire ouvert au grand nombre[réf. nécessaire].
- La dernière phase du mouvement correspond à l'évolution du syndicalisme de type communautaire, ouvert aux non-qualifiés, vers le type sociétaire réunissant cette fois le grand nombre des salariés dans une société où l'urbanisation est suffisamment ancienne pour que la majorité des ouvriers soient d'origine urbaine[réf. nécessaire]. Néanmoins, malgré cette évolution, l'on distingue de grandes disparités entre les pays : dans les années 1880, le Royaume-Uni et l'Allemagne sont fortement sociétaires tandis que le syndicalisme français a un esprit toujours très communautaire[réf. nécessaire].

Ce schéma assez sommaire peut être complété par une seconde approche axée sur les obstacles à la croissance du syndicalisme.
- Lorsque l'opposition vient principalement des pouvoirs publics, le mouvement ouvrier qui en résulte est plus ou moins fortement politisé et s'allie avec les partis qui soutiennent ses revendications. Il partage dans une certaine mesure, le sort des autres opposants, ce qui peut aller jusqu'à la clandestinité révolutionnaire. Ainsi, les régimes autoritaires génèrent-ils des syndicalismes combatifs voire révolutionnaires.
- Au contraire, des régimes démocratiques faisant toute leur place au syndicalisme facilitent l'éclosion de syndicalismes contestant moins l'ordre politique et social, comme au Royaume-Uni. Mais un État, même démocratique, peut manifester un excès de sévérité à l'égard des actions syndicales, comme en France dans les premières décennies de la IIIe République, contribuant à conforter ainsi les courants syndicalistes révolutionnaires. Si l'opposition au syndicalisme vient non plus des pouvoirs publics, mais des patrons, le mouvement ouvrier correspondant revêt alors un caractère plus professionnel que politique.

Concernant la distinction qui tient au rapport du syndicat avec le politique, trois modèles politico-syndicaux se dessinent alors.
- Le modèle marxiste affirme la supériorité du parti politique sur le syndicat qui ne devient plus qu'un « mécanisme de transmission » entre le parti et les masses.
- Le modèle britannique, quant à lui, s'est affirmé d'abord en dehors des partis. L'originalité de ce syndicalisme est qu'il a créé son propre parti politique comme nous le verrons plus loin. Le parti est alors le prolongement parlementaire des trade-unions.
- Enfin, le modèle français est un syndicalisme révolutionnaire qui réalise la synthèse entre l'anarchisme et différentes écoles socialistes dont le blanquiste. Ici, le syndicat assume la lutte économique et la lutte politique.

Deux grands groupes peuvent être dégagés de cette typologie :
- un syndicalisme de revendication et de contrôle qui accepte la société capitaliste mais veut en obtenir le maximum d'avantages en la contrôlant, ce sont les formes britanniques, scandinaves ou allemandes d'un syndicalisme réformiste et politisé de façon modérée.
- un syndicalisme de revendication et d'opposition révolutionnaire qui se définit comme un syndicalisme de lutte de classe, internationaliste, bâti sur un projet de changement de la société. Appartiennent à ce dernier type : la forme anarchiste, communiste, syndicaliste-révolutionnaire.

### Trois syndicalismes d'Europe occidentale

#### L'originalité britannique:trade-unionset travaillisme
C'est au Royaume-Uni que la révolution industrielle est la plus précoce puisqu'elle commence aux alentours de 1760 (quand le pays était la Grande-Bretagne). Il ne faut donc pas s'étonner d'y trouver bien avant 1880 un embryon de syndicalisme. Dès le début du XIXe siècle, apparurent des unions de métiers quasi-secrètes imprégnées de radicalisme politique et parfois même d'une pensée presque socialiste. Malgré une opposition gouvernementale assez brutale, les ouvriers obtiennent en 1824 grâce notamment à l'action des radicaux de grandes avancées sociales : légalisation des trade-unions, droit de grève, etc. Jusqu'à 1850, le syndicalisme se développe avec ses hauts et ses bas mais restera toujours marqué par la pensée socialiste modérée de Robert Owen. 1834 est certainement l'apogée de ce syndicalisme très corporatiste avec la fondation de la « Grande Union nationale » consolidée des métiers qui compta peu après 500 000 membres et dont l'ambition consiste à remplacer le capitalisme par un système coopératif sous contrôle ouvrier. Néanmoins, cette époque reste plutôt celle du chartisme et de son action politique pour le suffrage universel avec les masses ouvrières... mais sans les syndicats. On voit bien combien l'ensemble du peuple britannique est attaché à la démocratie et au progrès social par le politique. Des années 1850 jusqu'à 1880, le trade-unionisme devient davantage sociétaire et l'accélération de l'économie le transforme en syndicalisme d'industrie et non plus simplement de métier. 1868 sera la création du trade unions congress qui verra ses effectifs atteindre le million en 1874. Fort d'une représentativité accrue, le syndicalisme britannique entend alors pousser plus loin l'avantage que lui donnent tout à la fois le nombre de ses adhérents et sa combativité dans les entreprises. C'est davantage un combat par la politique qu'il compte mener et la modernité de la démocratie britannique et la réforme électorale de 1867 y contribuèrent grandement. Dès 1868, les syndicats apportent leur soutien aux candidats libéraux et très vite les syndicalistes eux-mêmes gagnent les milieux politiques : deux députés syndicalistes siègent en 1874 et 11 en 1885.
La décennie 1880 correspond à la fois à une véritable explosion syndicale stimulée par la reprise économique et par le charisme de certains jeunes dirigeants et par une extension encore plus marquée du milieu ouvrier vers la politique[réf. nécessaire]. Cette extension prend sa source dans le socialisme non marxiste prôné par la Fabian Society qui a fait le choix d'un socialisme gradualiste et d'une méthode temporisatrice, mais cette extension correspond aussi au désir d'aller au-delà de ce courant jugé trop intellectuel. 1893 verra la fondation du parti travailliste indépendant présidé par James Keir Hardie qui s'oriente d'emblée vers l'action parlementaire. L'aboutissement en sera la création en 1900 du futur Labour Party qui symbolise la spécificité du Royaume-Uni en matière de lutte ouvrière.
Comme l'a bien souligné Tawney, le socialisme britannique reste absolument indissociable de l'histoire syndicale, et contrairement à ce qui se passa sur le continent le Labour Party est pour une bonne part l'œuvre des syndicats eux-mêmes qui aujourd'hui encore lui donnent les moyens de vivre. La voie britannique du socialisme se distingue de celles du Continent par son réformisme décidé fait d'empirisme et d'un certain scepticisme à l'égard des idéologies qui ont constitué des obstacles durables à l'implantation du marxisme en terres britanniques[réf. nécessaire]. S'il fallait résumer, c'est donc un syndicalisme réformiste qui s'est développé au Royaume-Uni, cherchant davantage à lutter par la négociation et les manifestations – la souplesse politique du XIXe siècle y compta beaucoup – essentiellement pour les salaires ou les conditions de travail et non pour changer la société. Ce syndicalisme dans la décennie 1880 est marqué par un renouveau avec une conquête politique importante et une « décorporatisation » affirmée.

#### Le syndicalisme réformiste allemand
Jusqu'aux années 1880, le syndicalisme allemand reste plutôt à l'état embryonnaire. Il est vrai que le contexte global ne s'y prêta guère notamment à cause d'une industrialisation plus tardive qu'en Grande-Bretagne et en France et de l'opposition assez violente des classes dirigeantes[réf. nécessaire]. Toutefois, des tendances se dessinent qui influeront ultérieurement sur les orientations du syndicalisme allemand.
Les années 1860 correspondent à l'obtention du droit de grève et de syndicalisation. Des unions se créent autour de trois grands courants de pensée que sont les lassaliens qui fondent la Ligue des Syndicats Allemands en 1868, les libéraux qui prônent plutôt un syndicalisme « à la britannique » et les marxistes. Pourtant, il n'y eut guère d'essor du syndicalisme et ce, à cause des nombreuses difficultés de tous ordres auxquelles il fallut faire face : l'opposition aux grèves, la guerre franco-prussienne de 1870-71, la crise économique en 1873-74 et surtout la politique de répression décidée par Bismarck et ses nombreuses lois d'exception contre le socialisme de 1878 à 1881. Des syndicats furent dissous ou moururent d'eux-mêmes, ceux qui restaient n'étant plus que des organisations tournées vers les œuvres d'assistance.
Ce n'est vraiment que dans les années 1880 et surtout 1890 que l'Allemagne assiste à une montée en puissance des syndicats. Bismarck se lance dès 1881 dans une politique de séduction, avec de nombreuses lois sociales, la croissance économique est fulgurante et la croissance démographique tout aussi impressionnante avec une urbanisation galopante[réf. nécessaire]. Toutefois, pour ce faire, le syndicalisme naissant aura d'abord à faire sa place aux côtés d'une social-démocratie toujours très forte qui constitua longtemps une solution de rechange et considéra souvent les organisations ouvrières avec commisération. Ce n'est que vers la fin du siècle et à la suite d'une augmentation impressionnante de ses adhérents, que la Commission générale des syndicats, d'esprit de plus en plus sociétaire, a été en mesure de prendre ses distances vis-à-vis du parti. Ainsi, aux élections de 1893, la social-démocratie obtient huit fois plus de voix que la Commission générale des syndicats n'avait de membres; en 1903, le rapport n'était plus que de 3 à 1 ; enfin, en 1907, le parti totalisa 4 250 000 électeurs et la Commission générale compta 2 530 000 adhérents[réf. nécessaire]. Au début de ce siècle, le syndicalisme allemand devient une force de négociation et un partenaire politique de premier plan.
L'Allemagne connaît dans l'ensemble un syndicalisme massif – 2,5 millions d'adhérents à la Commission générale en 1907 ! – caractérisé par un lien étroit à la politique par l'intermédiaire de la social-démocratie sans s'y subordonner pour autant, privilégiant dialogue et consensus, démarche que l'on retrouve encore largement aujourd'hui et qu'adoptera le syndicalisme chrétien apparu en terres germaniques dès 1899. Typologiquement parlant, ce syndicalisme s'apparente donc davantage à celui du Royaume-Uni tout en se différenciant nettement sur certains aspects, notamment le rapport au socialisme et à la politique.

#### L'exemple français: un syndicalisme imprégné de politique
Le syndicalisme français se distingue des cas allemand et britannique. Il est en effet bien plus marqué par les idéologies et sa philosophie révolutionnaire le rapproche des cas espagnol et italien. Il faut y voir essentiellement l'empreinte d'une naissance très mouvementée au gré de la vie politique française agitée voire violente du XIXe siècle.
Jusqu'aux années 1880, le mouvement ouvrier français se met en place très lentement, car les difficultés sont très nombreuses. La loi Le Chapelier de 1791 condamne toujours toute association de maîtres ou d'ouvriers. La surveillance est très sévère et l'on assiste à de véritables carnages[réf. nécessaire] lors de grèves et manifestations souvent mal organisées. La révolte des Canuts de Lyon se solde en 1831 par 600 morts, 200 ouvriers sont tués à Lyon et la rue Transnonain est le théâtre d'un massacre à la suite de l'annonce d'un projet de loi interdisant toute association, les grèves de la Ricamarie en juin 1869 s'achèvent elles aussi de manière sanglante.
Mais ce sont surtout les répressions politiques qui frappent le plus les milieux ouvriers, principaux artisans des révolutions du XIXe siècle. La Révolution de 1830 est en grande partie un révolution ouvrière, mais plus encore celle de février 1848[réf. nécessaire]. L'insurrection qui suivra en juin 1848 anéantit finalement les espérances. Deux tiers des émeutiers arrêtés sont des ouvriers[réf. nécessaire]. Et durant tout le Second Empire, malgré les avancées de Napoléon III dans les années 1860 qui relèvent davantage de la stratégie de séduction[réf. nécessaire], l'ouvrier « organisé » reste toujours suspect aux yeux de l'État et des patrons. Les grèves se multiplient néanmoins, mais les oppositions restent dures. Ce furent la Révolution de 1870 et la Commune de 1871 qui voient les ouvriers imprimer profondément leur marque : dans le conseil de la Commune, on compte 33 ouvriers pour 80 membres[réf. nécessaire]. La répression versaillaise n'aura pas seulement décapité l'organisation ouvrière naissante, mais elle aura joué aussi, au même titre que juin 1848, un rôle considérable dans la formation de sa psychologie car elle s'est produite à un moment décisif de cette naissance. Selon Jacques Rougerie, « le Communard appartient à la préhistoire du mouvement ouvrier ». La décennie qui suivit l'échec de la Commune de Paris fut incontestablement difficile pour le mouvement syndical français. Les conditions politiques avec la domination des monarchistes ne sont guère favorables. Les chambres syndicales sont sous la menace permanente d'interdiction. Sont alors dissous, en 1872, le Cercle de l'union syndicale de Paris et en 1877 les chambres syndicales lyonnaises. La crise économique de 1873 constitue bien sûr un autre handicap. Les choses changent à partir de 1877-78 avec l'arrivée des républicains. Le retour des Communards amnistiés en 1880 conforte au sein des sociétés ouvrières les tendances révolutionnaires et combatives. Puis très vite tout s'accélère, notamment avec les réformes du gouvernement. La loi du 21 mars 1884 accorde enfin aux syndicats un statut légal reconnu : le nombre de syndicats est ainsi multiplié par trois en une décennie. Mais les oppositions apparaissent au grand jour.
Par l'environnement même (politique, social, économique) l'aspect idéologique tient une place fondamentale dans le syndicalisme français, caractérisé en outre par une frontière extrêmement floue avec les partis politiques créés par les politico-syndicalistes (Jules Guesde crée le Parti ouvrier français, les blanquistes fondent en 1881 le Comité révolutionnaire central, etc.). Les années 1870 et 80 sont fortement marquées par des oppositions de courants : collectivistes, mutuellistes, anarchistes, blanquistes, guesdistes, possibilistes, etc. L'essor du syndicalisme dans l'avant-dernière décennie du siècle se fait dans la division, essentiellement entre la Fédération des chambres syndicales créée en 1886 par des militants guesdistes et qui reste très subordonnée au Parti ouvrier français et la Fédération des Bourses du travail fondée en 1887, animée par un militant venu de l'anarchisme et qui s'affirme « fédéraliste » au sens de Proudhon, autonome à l'égard des partis politiques. L'opposition dure jusqu'à la naissance de la Confédération générale du travail en 1895 qui reste toujours empreinte d'un esprit révolutionnaire dont l'ambition demeure de façonner la société future et dans lequel on peut discerner sinon une influence directe du moins « une correspondance » assez sensible sur certains points avec les idées de Proudhon[réf. nécessaire].
Le syndicalisme français est complexe et moins « monolithique » que ses voisins allemands et britanniques. Traversé en permanence par des courants idéologiques multiples et contradictoires, il s'affiche à ses débuts ouvertement révolutionnaire même si, à la marge, certains seraient tentés par plus de modération et de réformisme. La prégnance de la pensée marxiste et anarchiste est liée étroitement aux révolutions et répressions dont les milieux ouvriers furent à la fois les acteurs et les victimes.

## Sources

### Histoire du syndicalisme
- Patrick de Laubier, Histoire et sociologie du syndicalisme XIXe – XXe siècles, Masson, 1985.
- Jean Sagnes, L'histoire du syndicalisme dans le monde : des origines à nos jours, Privat, 1994.
- B.R. Mitchell, International historical statistics Europe 1750-1988, Stockton Press, 1992.
- Georges Lefranc, Le Mouvement syndical sous la IIIe République, Payot, 1967.
- Edward Shorter et Charles Tilly, Strikes in France 1830-1968, Cambridge, 1974
- René Mouriaux, Le Syndicalisme, Presses universitaires de France, 1992.
- René Mouriaux, Le Syndicalisme international, Presses universitaires de France, 1994.
- Fabio Bertini, 'Gilliatt e la piovra. Storia del sindacalismo internazionale dalle origini a oggi', Aracne, Roma, 2011.

### Sources générales
- Encyclopédie Britannica, date ??, article European history and culture (page 607, volume 18), article Labour law (p. 81, vol. 7), article Labour Party (p. 82, vol 7).
- M. Sonnet, T. Charmasson et A.M. Lelorrain, Chronologie de l'histoire de France, Presses universitaires de France, 1994.
- Albert Malet et Jules Isaac, L'Histoire, tome 4, Hachette, 1961.
- sous la direction de Georges Duby, Histoire de France, Larousse, 1995.